# Angiopteris dianyuecola
Angiopteris dianyuecola là một loài dương xỉ trong họ Marattiaceae. Loài này được Z.R.He & W.M.Chu mô tả khoa học đầu tiên năm 2006.